# Funicolare vesuviana

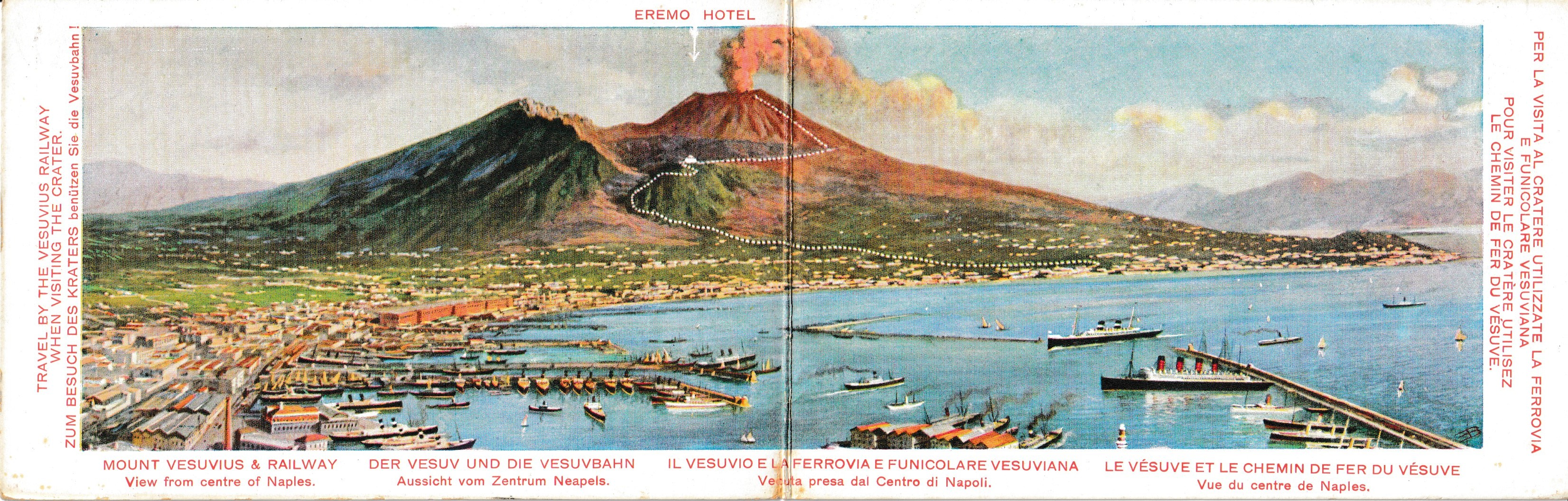
Cartolina d'epoca del XX secolo in cui si può vedere il tragitto combinato ferrovia-funivia che porta fin sopra al cratere.

La Funicolare Vesuviana era, sul finire dell'Ottocento, l'unico impianto di risalita al mondo operante su di un vulcano attivo.

## Storia

### Dall'inaugurazione alla gestione Cook
Verso il 1870 il finanziere Ernest Emmanuel Oblieght ebbe l'idea di costruire una funicolare sul Vesuvio. Nel 1878 ottenne la concessione di suoli e la locazione dei suoli per trenta anni. Il progetto, redatto dall'ingegnere Olivieri, prevedeva due direzioni lungo le quali scorrevano altrettante carrozze del peso ciascuna di 5000 kg tirate da cavi d'acciaio grazie a delle macchine a vapore da 45 hp.
Il costo dell'opera, che fu completata nel 1880, ammontò a 435.000 lire.
Il 25 maggio prima dell'inaugurazione ufficiale si era riunita in Napoli la Commissione per il collaudo ed il 6 giugno, verso le 5 pomeridiane, fu inaugurata la funicolare del Vesuvio.
Al brindisi parteciparono il senatore Piedimonte, presidente della società esercente la linea, il sindaco di Resina ed il sindaco di Napoli.
Il 10 giugno la funicolare, diretta da Enrico Treiber, fu aperta al pubblico iniziando così il servizio regolare.

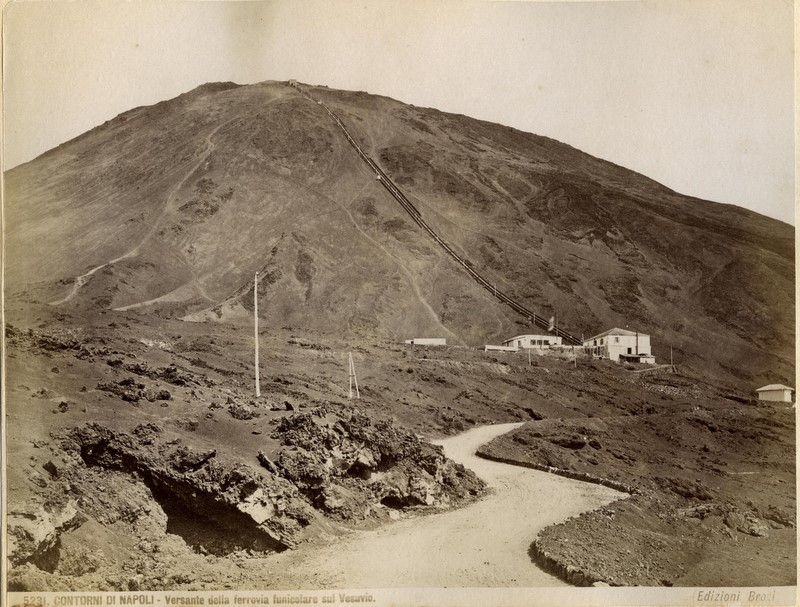
La linea della funicolare sul Vesuvio

Nel 1886 Oblieght cedette la funicolare, in difficoltà finanziarie, alla francese Société Anonyme du Chemin de fer funiculaire du Vesuve, la quale la cedette a sua volta due anni dopo alla britannica Thomas Cook & Son.
Con l'avvento della nuova compagnia si procedette al rinnovo dei rotabili, ma anche la nuova gestione continuò ad avere scarso successo, a causa della difficile accessibilità alla funicolare da Napoli e delle pressanti richieste estorsive delle guide locali, che incendiarono una stazione, tagliarono i cavi e spinsero giù per il burrone una carrozza.
John Mason Cook, che nel frattempo era succeduto al padre Thomas morto nel 1892, giunse ad un accordo con le guide sulle somme da corrispondere per ogni passeggero trasportato.

### La prima metà del XX secolo
La nuova ferrovia leggera, in parte a cremagliera, costruita nel 1903 sul tratto Pugliano (Resina)- San Vito -Osservatorio-Vesuvio (Stazione Inferiore) contribuì a raddoppiare il numero dei turisti trasportati al cratere, anche grazie alla vicinanza della stazione di Pugliano con la stazione di Resina della ferrovia Napoli-Pompei-Poggiomarino.
Questo spinse la compagnia a demolire i vecchi impianti ed a costruire una nuova funicolare più funzionale, con motori elettrici al posto degli antiquati e dispendiosi motori a vapore, binario unico con raddoppio a metà percorso (anziché a monorotaia); inoltre entrarono in servizio nuove carrozze più capienti. La linea così ricostruita entrò in funzione nel settembre 1904.
Ma il fiorire della tecnologia agli inizi di secolo fu offuscato da una tremenda eruzione, quella del 1906.
Il 7 e l'8 aprile furono distrutte la stazione inferiore e superiore, le attrezzature, i macchinari, le due vetture della funicolare; il tutto fu sepolto sotto una coltre di cenere alta 20-30m.
In poco tempo i danni alla ferrovia elettrica furono riparati, mentre solo nel 1909 su progetto dell'ingegnere Enrico Treiber, i lavori per una nuova funicolare ebbero fine. Una frana occorsa il 12 marzo 1911 presso la stazione superiore provocò una nuova interruzione della funicolare, che riaprì il 3 febbraio 1912 previo arretramento della stazione di monte di circa 80 metri.
Nel 1927 la "Cook" cedette la concessione alla Ferrovia e funicolare vesuviana Società Anonima Italiana, società controllata dalla Cook stessa. L'impianto rimase in funzione fino al 1944, allorché il Vesuvio si risvegliò. La funicolare, già sotto il controllo degli alleati dal 1943 subì danni irreparabili, e non fu più ricostruita.

### Dal dopoguerra alla chiusura definitiva
Finita la guerra la Thomas Cook Group vendette gli impianti superstiti alla società anonima Strade Ferrate Secondarie Meridionali (SFSM) che nel 1947 la rimise in funzione. La SFSM (poi Circumvesuviana e in seguito Ente Autonomo Volturno) per meglio gestire l'impianto fondò la Società Ferrovia e Funicolare Vesuviana; nel 1953 la funicolare fu sostituita da una seggiovia.
Tra il 1947 ed il 1961 l'impianto funzionò regolarmente trasportando sulla cima del Vesuvio anche mille persone al giorno. Il 31 maggio 1961 la Società Ferrovia e Funicolare Vesuviana mutò la propria ragione sociale in Seggiovia ed Autolinee del Vesuvio S.p.A. sempre controllata dalla allora società Circumvesuviana.
Col passar del tempo la seggiovia divenne poco adatta al trasporto dei turisti, perché spesso inagibile a causa del vento, che faceva dondolare pericolosamente i sediolini, e perché incapace di trasportare contemporaneamente le sempre più numerose comitive che trovavano più agevole proseguire lungo la strada asfaltata aperta dal 1955 fino al parcheggio posto a quota 1.000.
Nel 1984, per i motivi precedentemente citati, anche la seggiovia fu fermata per sempre. Dal 1953 al 1984 l'impianto ha trasportato quasi centomila persone l'anno, di cui oltre la metà provenienti dall'estero.

## Mito e canzone
La funicolare ispirò alcuni artisti dell'epoca per scrivere Funiculì funiculà che rese famosa nel mondo la canzone napoletana. Luigi Denza, direttore del Conservatorio musicale di Londra, nell'estate del 1880 fu a Castellammare di Stabia per trascorrervi le ferie. Nel medesimo albergo incontrò Peppino Turco, giornalista partenopeo, anche lui giunto per motivi di salute. Il brano, pubblicato quello stesso anno dalla Ricordi, riscosse un enorme successo, tanto da indurre Richard Strauss ad includerla fra i temi della sua sinfonia Dall'Italia.

## Prospettive sulla funicolare
Nel 1989 la Regione Campania commissionò a Nicola Pagliara il progetto di recupero della funicolare beneficiando dei fondi erogati in occasione dei Mondiali di calcio. Una volta consegnato il progetto e ottenuti i permessi, furono avviati i bandi per acquistare le vetture. Nel frattempo, però, un gruppo di ambientalisti aprì una vertenza per chiedere la sospensione dei lavori. A distanza di anni, non è stato ancora possibile trovare un accordo. I favorevoli ritengono che la funicolare darebbe grande slancio al turismo e permetterebbe di ridurre le emissioni dei mezzi di trasporto in uso attualmente.